# Сражение у Миндена
Минденское сражение (англ. Battle of Minden, нем. Schlacht bei Minden, фр. Bataille de Minden) — боевое столкновение 1 августа 1759 года между британо-прусской и франко-саксонской армиями в ходе Семилетней войны.
В сражении между 41-тысячной союзной армией англичан, пруссаков и их союзников под началом Фердинанда, принца Брауншвейгского и 61-тысячной армией французов и саксонцев маркиза де Контада, состоявшемся 1 августа 1759 года к северо-западу от Миндена, французским войскам было нанесено решительное поражение, сорвавшее французские планы вторжения в Ганновер. Два ярких эпизода этой битвы — атака 6 батальонов английской пехоты против французской кавалерии и отказ командующего английской кавалерии, лорда Джорджа Сэквилла, выполнить приказ, в результате чего французы спаслись от полного разгрома, а лорд Сэквилл предстал перед военным судом — вошли в анналы истории британской армии, доныне отмечающей Minden Day. Для Пруссии победа Союзной армии при Миндене имела как позитивные, так и негативные последствия: с одной стороны, она обеспечила пруссакам надёжный тыл на западе, с другой, англичане, победившие в следующем месяце французов в Канаде в битве в долине Абрахама и взявшие Квебек, считали с этого момента основные цели войны достигнутыми и, в результате, резко сократили финансовую помощь Пруссии, в которой Фридрих, потерпевший в это же время сокрушительное поражение при Кунерсдорфе, остро нуждался.

## Предыстория
В мае 1759 года французская армия в Германии насчитывала вместе с союзниками (саксонцы, вюртембержцы) 107 тысяч человек. Ей противостояла 57-тысячная Союзная армия под командованием Фердинанда, принца Брауншвейгского. Костяк армии составляли ганноверские и гессенские войска; далее — 6 батальонов и 14 эскадронов, всего, приблизительно, 8,5 — 9 тысяч англичан, присоединившихся к армии в конце 1758 года; небольшой прусский отряд, в основном, кавалерии, притом, что многие офицеры армии и сам её командующий находились на прусской службе и, наконец, отряды, поставленные более мелкими союзниками. Летом французская армия двумя взаимодействующими колоннами (главная армия под началом маршала Луи Жоржа Контада и 18-тысячный корпус де Брольи) переходит в наступление, двигаясь на Ганновер. Используя численное преимущество, при этом избегая сражений, французы медленно, но верно продвигаются вперёд. Искусные маневры и демонстрации принца Брауншвейгского не в состоянии предотвратить падения Миндена, взятого де Бролье 10 июля, и капитуляции Мюнстера 22 июля. Взятие Миндена означает, что французам открыт путь в самое сердце ганноверских земель. Будучи и по натуре приверженцем радикальных решений, принц Брауншвейгский с этого момента все свои усилия сосредотачивает на том, чтобы навязать противнику генеральное сражение. Своего племянника, наследного принца Брауншвейгского, впоследствии также видного прусского военачальника, он направляет с 10-тысячным корпусом в тыл маршалу Контаду: племянник должен перерезать основную линию снабжения французской армии. Сам он, со своей армией, занимает позицию у Миндена, в виду у французов. На сей раз намерения командующего Союзной армией совпадают с намерениями французского командования: Париж также требует от маршала Контада дать сражение. В течение полумесяца противники стоят друг против друга, готовясь к решительной схватке.

## Силы сторон и диспозиция
Местность на левом берегу Везера, ставшая ареной последующих событий, была на севере ограничена речкой Эспербах, впадающей в Везер у Петерсхагена, на юге — горным хребтом, отрогом Гарца, невысоким и нешироким и, тем не менее, представлявшим из-за крутых, почти отвесных склонов серьёзное препятствие: лишь две дороги, ведущие через или в обход горного массива были доступны для передвижения колонн войск — дорога из Миндена в Билефельд, проходившая с севера на юг по берегу Везера через так называемую Порта Вестфалика, и дорога на Люббеке, ведущая на юго-запад. Параллельно горному хребту, на некотором расстоянии от него к северу, протекает приток Везера Бастау, впадающий в Везер внутри городских укреплений Миндена. Этот приток, значительный уже потому, что преодолеть его можно только по мостам, был на некотором расстоянии от Миндена окружён по обоим берегам двухкилометровыми непроходимыми торфяными болотами. Эти болота делали позицию французской армии, стоявшей у Миндена, практически неприступной: в то время, как левый фланг маршала Контада был надёжно защищён ими, правый фланг упирался в Везер, перед фронтом протекала река Бастау, в тылу находились горы. Минден был занят сильным гарнизоном; де Бролье со своими силами стоял напротив Миндена, на правом берегу Везера. Небольшой (3 тысячи человек) корпус стоял к югу от Миндена, у Гофельда, прикрывая багаж армии, отправленный в Реме, на правый берег Везера.
Достоинства оборонительной позиции, занимаемой главной французской армией, при другом раскладе оборачивались серьёзными недостатками: противнику легко было перерезать основные пути снабжения армии, что и было сделано принцем Брауншвейгским, а ограниченное пространство не позволяло развернуть армию в боевой порядок, не покидая позицию. Для генерального сражения армия должна была выдвинуться вперёд, за Бастау, на равнину у Миндена. Эта равнина, ставшая полем битвы, была пересечена многочисленными путями и тропами, деревеньками и хуторами, перелесками, садами и водоёмами, представлявшими препятствия для передвижения войск. В дни, предшествовавшие сражению, принц Брауншвейгский обязал своих генералов тщательно изучить местность, на которой им предстоит действовать.
Главная армия союзников располагалась к северо-западу от Миндена за селением Нордхеммерн, левый фланг - корпус генерала Вангенхайма (18 эскадронов кавалерии, 8 батальонов пехоты, 5 батальонов гренадеров), стоявший за селением Тодтенхаузен на берегу Везера, был несколько выдвинут вперёд. По разным оценкам, союзная армия к моменту сражения насчитывала от 31 до 41 тысячи солдат, большинство авторов сходятся на 36-38 тысячах, у французов было более 50 тысяч человек, оценки колеблются от 46 до 61 тысячи.
В ночь на 1 августа обе армии приходят в движение: французы переходят Бастау по 19 понтонным мостам и начинают разворачиваться в боевой порядок. Де Бролье переправляется со своими силами на другой берег Везера и присоединяется к войскам Контада, пройдя через Минден. В 3 часа ночи принц Брауншвейгский получает донесение о переправе противника; его армия, ещё накануне, поскольку приготовления французов не остались незамеченными, приведённая в боевую готовность, выступает навстречу.
Левый фланг французов составляла пехота главной армии, в центре находилась вся кавалерия, правый фланг состоял из корпуса де Бролье. В то время, как Контад сдерживал основные силы союзников, де Бролье начинал сражение, опрокинув корпус Вангенхайма. После выполнения этой задачи, он должен был повернуть налево и, соединившись с первым эшелоном левого фланга, атаковать левое крыло основных сил Союзной армии. Кавалерия (63 эскадрона), находившаяся в центре, должна была, по обстоятельствам, приходить на помощь тому или другому флангу. Диспозиция Контада была вполне разумной при условии пассивности противника. Однако принц Брауншвейгский и не думал, сложа руки, дожидаться в Нордхеммерне, пока его разобьют, а был сам настроен атаковать, чего французский план не предусматривал. Размещение французской кавалерии в центре стало причиной необычного хода сражения, благодаря чему оно заняло особое место в истории Семилетней войны.

## Ход сражения

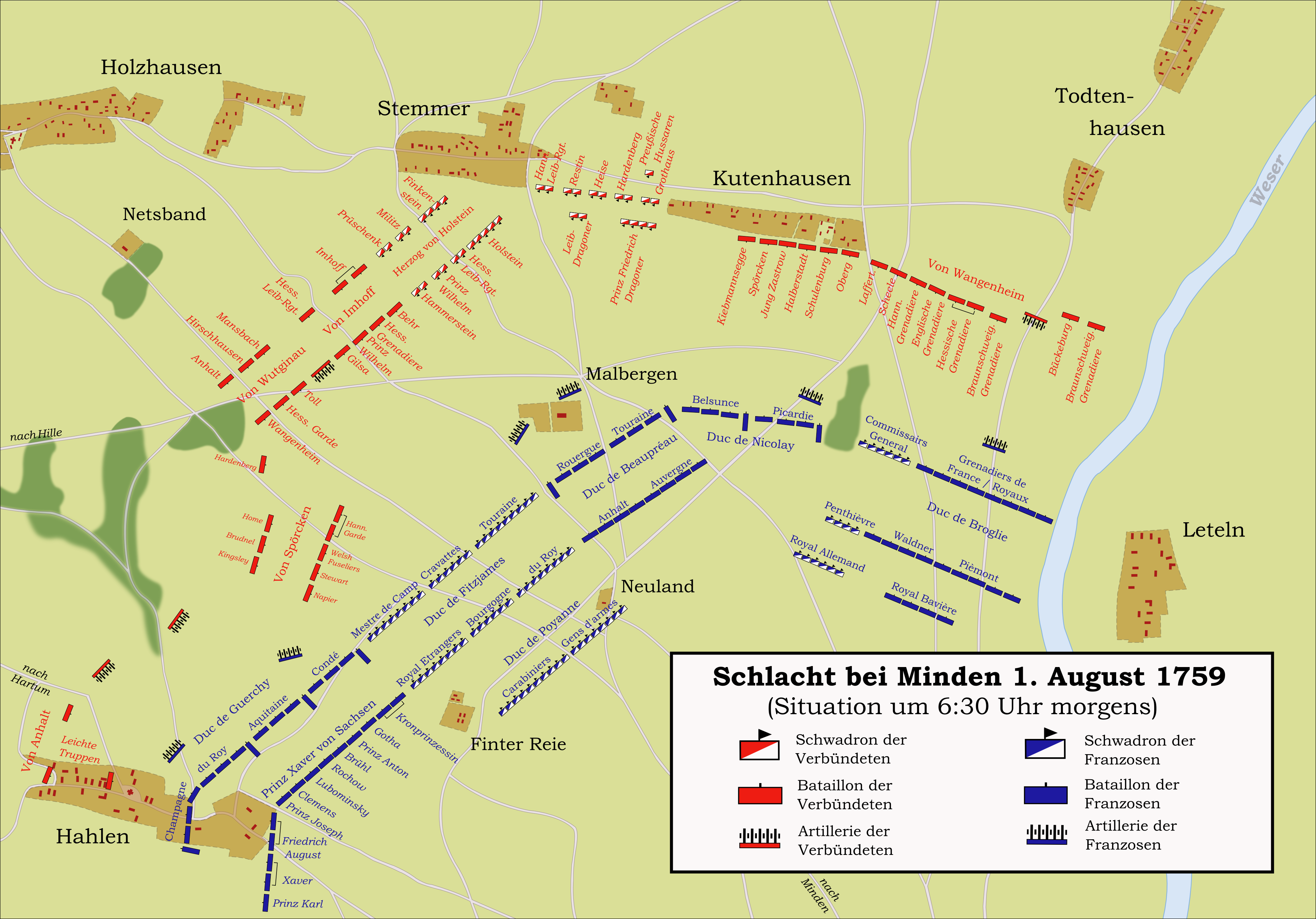
Схема сражения при Миндене, примерно 6:30 ч. утром

В 6 часов утра Союзная армия была готова к бою: на крайнем правом фланге находилась английская (14 эскадронов) и ганноверская (10 эскадронов) кавалерия под командованием лорда Сэквилла, к ней примыкала пехота, соединённая в 4 колонны, по 6 и по 8 батальонов, каждая в два эшелона, между корпусом Вангенхайма на левом фланге и пехотой правого фланга находились ещё 15 эскадронов смешанной, в основном, прусской кавалерии. У французов в это время лишь корпус де Бролье завершил построение, генералы маршала Контаде строили и перестраивали свои части, словно забыв о том, что перед ними находится противник, до 8 утра, французские солдаты продемонстрировали при этом плохую выучку.
Де Бролье начал сражение артиллерийским обстрелом позиций Вангенхайма. Свою пехоту он выдвинул вперёд, где она несла бессмысленные потери от огня противника, но в наступление, как это предусматривалось диспозицией Контаде, из-за опасения за свой левый фланг так и не пошёл, ограничившись тем, что сковал силы Вангенхайма на всё время сражения. Параллельно, Фердинанд Брауншвейгский дал приказ очистить деревню перед фронтом своей армии от передовых отрядов противника, что обыкновенно делалось перед атакой. Приказ герцога ещё не был выполнен, как вдруг 6 батальонов английской пехоты, стоявших в первом эшелоне одной из колонн, пошли сомкнутым строем на 63 эскадрона французской кавалерии, спустя некоторое время к ним присоединились 2 ганноверских батальона второго эшелона, потом ещё 3 батальона из других колонн. Атака началась без приказа, по другим источникам, командир англичан неверно понял переданное на французском языке распоряжение командующего, в случае атаки дать сигнал барабанным боем, и немедленно пошёл в атаку под барабан. Эти 11 батальонов, неся страшные потери от огня французской артиллерии, как на параде, двинулись вперёд, гоня перед собой всё, что встречалось им на пути. Подпустив кавалерию противника на близкое расстояние, они встречали её дружным залпом, передние ряды за прорвавшимися всадниками смыкались и те французские кавалеристы, которым удавалось прорвать строй, уничтожались задними рядами в ближнем бою, в то время, как колонна продолжала свой неудержимый марш. Демонстрируя бульдожью стойкость, англичане и, примкнувшие к ним, ганноверские пехотинцы прошлись как каток по французской кавалерии, разбив её начисто, включая резерв из отборных частей карабинеров и жандармов, укомплектованных цветом французской дворянской молодёжи. Кавалерия французов полностью выбыла из боя и этим завершилась первая фаза сражения.

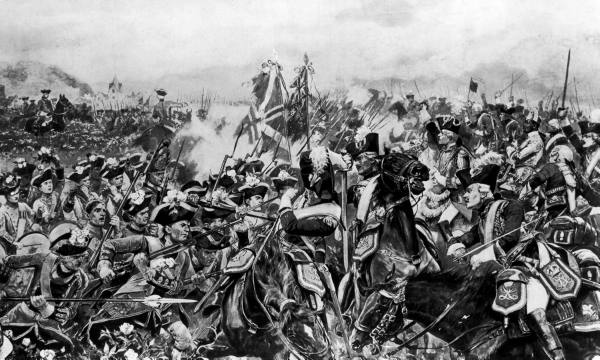
Сражение при Миндене, атака 20-го пехотного полка. Картина 1901 года.

В тревоге за судьбу английской пехоты, Фердинанд Брауншвейгский послал приказ лорду Сэквиллу идти к ней в поддержку. Тот, однако, сделал вид, что не понял приказа, и не тронулся с места. Повторные приказы также не произвели на командующего английской кавалерией никакого впечатления. Наконец, на 6-й раз командующий направил приказ заместителю Сэквилла, лорду Грэнби. Однако, Сэквилл запретил Грэнби выполнение приказа и отправился лично объясниться с Фердинандом. В результате объяснения, он несколько передвинул влево свои эскадроны, но в бой, тем не менее, не вступил. Поведение Сэквилла в сражении при Миндене по-разному объяснялось современниками: некоторые считали, что Сэквилл действовал из личных мотивов, в пику командующему; британский военный суд осудил лорда за трусость, проявленную перед лицом врага.
Во второй фазе сражения были захвачены или подавлены батареи на флангах армии Контаде и разбита прикрывавшая их пехота. Здесь отличилась кавалерия левого фланга союзников, у противника — саксонские батальоны принца Ксавера, оказавшие мужественное сопротивление. Уже к 10 часам сражение завершилось убедительной победой Союзной армии: расстроенные ряды французов обратились в бегство к понтонным мостам через Бастау. Корпус де Бролье, единственный непострадавший во всей французской армии, в полном порядке отошёл к Миндену и занял новые позиции в окрестностях города, прикрывая отход основных сил. Лорд Сэквилл несколько выдвинул свою кавалерию вперёд, ровно настолько, чтобы его люди могли лицезреть спины разбегавшихся французов, однако, в преследовании участия не принял, что и явилось одной из причин, позволивших противнику избежать полного разгрома.

## Итоги сражения
Заявленные французские потери составили более 7000 человек убитыми, ранеными или попавшими в плен (444 офицера, среди них, 5 генералов, и 6642 солдата), 26 тяжёлых и с десяток лёгких орудий, 7 знамён, 10 штандартов. Победители потеряли 151 офицера и 2460 человек рядового состава, из них, 78 офицеров и 1297 рядовых пришлись на долю героев сражения, 6 английских пехотных батальонов (Napier, Stewart, Welsh Fusilier, Kingsley, Brudenell, Home).
Прикрыв отступление Контаде, де Бролье в тот же день переправился на другой берег Везера, оставив в Миндене гарнизон в 300 солдат, капитулировавший уже утром следующего дня. Армия Контаде была заперта в своём старом лагере, где несла потери от непрекращающегося обстрела союзников, установивших свои батареи на берегах Бастау. Положение французов было довольно плачевным: в тот же день, когда состоялась битва у Миндена, кронпринц Брауншвейгский разбил в бою при Гофельде небольшой деташемент герцога де Бриссака и запер, тем самым, окончательно дорогу на Билефельд, единственный путь для отступления в юго-западном направлении. В ночь со 2 на 3 августа, пользуясь стоявшим сильным туманом, французы смогли навести два понтонных моста через Везер и, незаметно для противника, переправиться на другой берег. Преследуемые по пятам кавалерией союзников, французы откатились за Кассель, оставив город, вскоре капитулировавший, на произвол судьбы, и смогли остановиться и закрепиться лишь на линии Марбург-Гисен. За все оставшиеся годы войны им больше не удалось продвинуться так далеко, как в июле 1759 года. Непосредственной опасности для Ганновера больше не возникало и англичане, одержавшие в 1759 году ряд решительных побед над французами за океаном, благодаря которым этот год вошёл для них в историю как «Glorious Year», начали постепенно терять интерес к войне в Германии. Помощь Пруссии, в которой она в это время остро нуждалась, была сокращена.

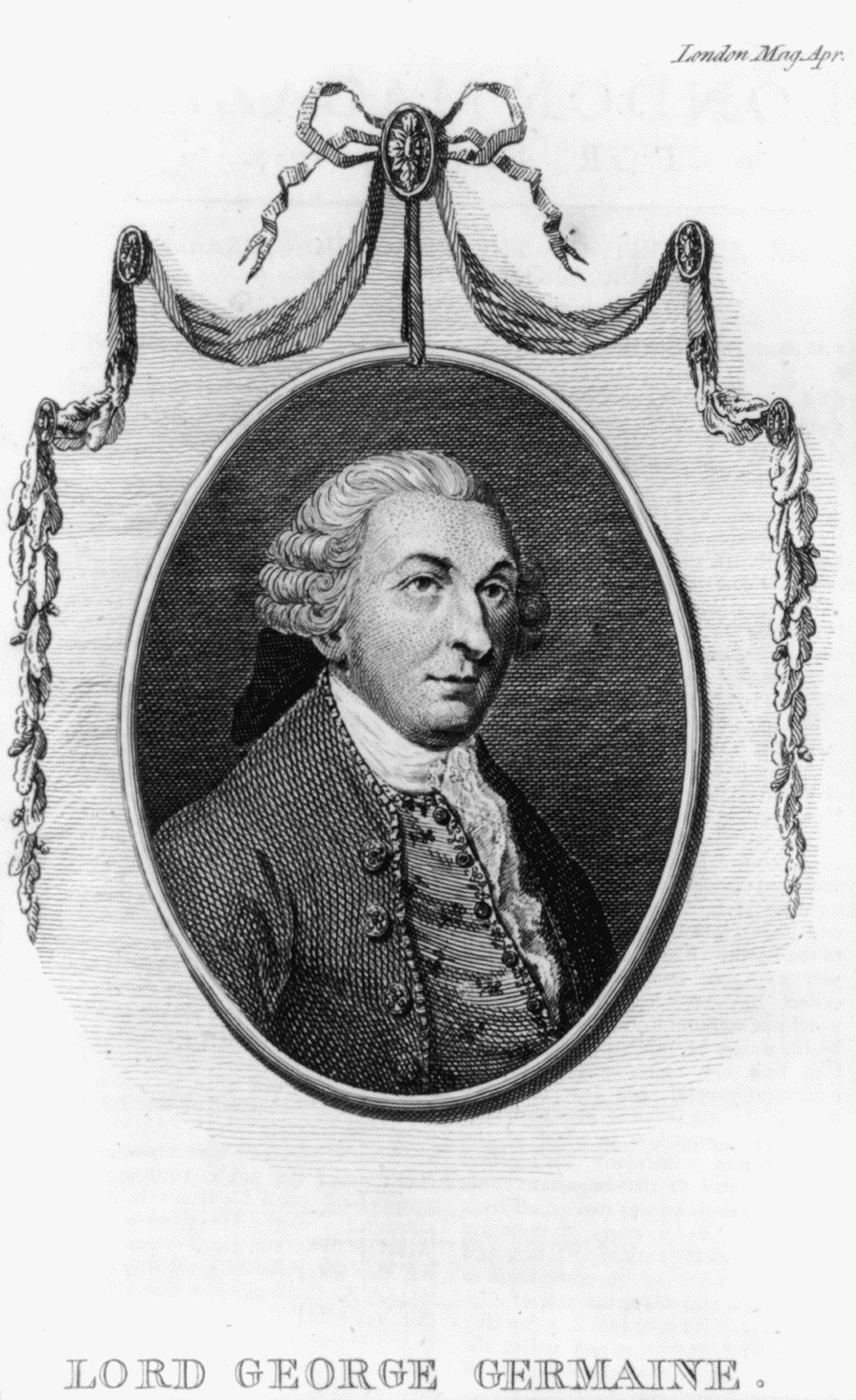
Лорд Джордж Джермейн, первый виконт Сэквилл (1716—1785)

Лорд Сэквилл был снят по представлению Фердинанда Брауншвейгского с поста командующего британской кавалерией и предстал на родине перед военным судом. Суд признал его полностью виновным и приговорил к разжалованию и исключению из армии. Его имя было вычеркнуто из списков британской армии, приговор суда, утверждавший, что он «неспособен служить Его Королевскому Величеству в какой бы то ни было военной должности» был зачитан в каждом британском полку. После столь сурового приговора можно было ожидать, что военная карьера лорда навсегда окончена, однако, всё вышло не так: пользуясь семейными связями, лорд Сэквилл под именем лорда Джермейна ушёл в политику, дослужившись в 1775 году до министерского поста государственного секретаря по делам Америки. В этом качестве он принимал участие в разработке стратегии британской армии против восставших колоний в Войне за независимость, ему же приписывается основная доля вины за поражение Великобритании в этой войне.

## Minden Day
6 британских полков несут на своих знамёнах имя Минден в качестве Battle Honour. Этим именем названа также артиллерийская бригада и военный оркестр британской армии. 1 августа в армии Великобритании отмечается Minden Day. В этот день солдатские фуражки украшаются розами в цветах тех полков, к которым принадлежат солдаты: по преданию, 1 августа 1759 года, преследуя противника, англичане должны были в пути пройти через розовый сад, при этом, каждый сорвал по розе и украсил ей свою треуголку. На эту тему — «Роза Миндена»- был впоследствии написан популярный британский военный марш.

## Из воспоминаний французского участника сражения при Миндене
После того, как в сражении при Миндене английский корпус рассеял многими вовремя данными залпами находившуюся перед ним линию кавалерии, корпус жандармерии и корпус карабинеров получили приказ атаковать его. Они пошли ещё на значительном расстоянии от противника галопом и en muraille, то есть без интервалов по сторонам между эскадронами. За счёт смыкания рядов возникла давка первоначально в середине, затем на флангах, в особенности, на правом. Огонь пехоты начался в центре её линии, когда мы были от неё на расстоянии не более 15 шагов, и, поскольку огонь был продолжительным, от центра к флангам, лошади предпринимали отчаянные усилия свернуть вправо или влево, с тем, чтобы убежать. Вес, вызванный мощным давлением, был чудовищным, всадники, потерявшие всякую власть над своими конями, наталкивались друг на друга и сваливались в огромные кучи, так, что от силы восемь или десять человек из каждого эскадрона остались верхом, так сказать, управителями своих лошадей, которыми и были в момент унесены вдаль. Некоторые прорвали вражеский строй без того, чтобы привести его в беспорядок, для этого их было слишком мало. От огня погибло немного людей, но много было контуженных, много оторванных и поломанных конечностей, многие были задавлены в свалке или погибли под конскими копытами.

## Память

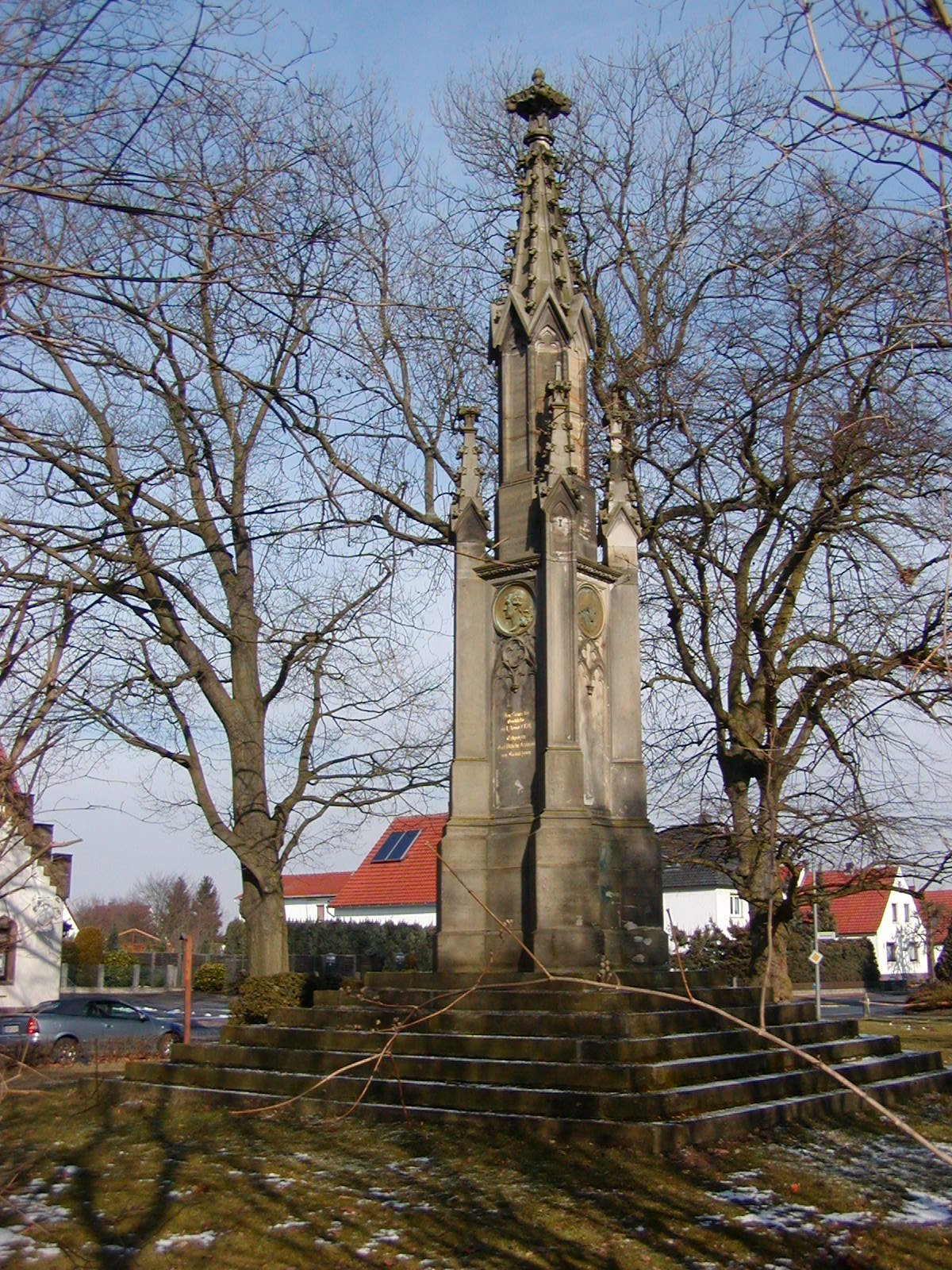
Памятник на месте битвы

В честь сражения был назван британский корабль HMS Minden (спущен на воду в 1810 году).